# Latouchia vinhiensis
Latouchia vinhiensis är en spindelart som beskrevs av Schenkel 1963. Latouchia vinhiensis ingår i släktet Latouchia och familjen Ctenizidae. Inga underarter finns listade i Catalogue of Life.